# Dufry
Dufry AG er en schweizisk rejsedetailhandelskoncern, der driver duty-free-butikker, duty-paid-butikker og convenience stores i lufthavne, på krydstogtskibe, havne, jernbanestationer og i turistområder. De har hovedkvarter i Basel med ca. 36.000 ansatte i over 65 lande.
Deres butikker kendes under brands som:
- Hudson
- World Duty Free
- Skabelon:Interlanguage link
- Hellenic Duty Free Shops
- Reg Staer
- Colombian Emeralds
- Duty Free Uruguay
- Duty Free Shop Argentina[1][2]